# Tru64 UNIX
Tru64 UNIXはヒューレット・パッカード（以前はコンパック、その前はDEC） のAlphaプラットフォーム向け64ビットUNIXである。以前にはDigital UNIXとして、その前はOSF/1として知られていた。DECのさらにその前のUNIX製品はUltrixとして知られている。
Tru64 UNIXは、Machカーネル上に構築されているという点で他の一般的な商用UNIXとは一線を画している。Tru64 UNIXは時としてPOSIXとの互換性の欠点を批判されることがある。

## OSF/1
1988年、いわゆる「UNIX戦争」の最中に、AT&Tやサン・マイクロシステムズと対抗するUNIXを開発すべく、DECはIBM、ヒューレットパッカード (HP) と合流してOpen Software Foundation (OSF) を結成した。OSF/1はカーネギーメロン大学で開発されたMachカーネルを利用した最初のオペレーティングシステムであり、System VとBSDに続く第3の主要なUNIXファミリの基礎として、おそらく最もよく知られている。
DECの最初のOSF/1は、1991年にMIPSワークステーション用にリリースされた。実際には決して完全にサポートされた製品ではなく、1992年の末までにはキャンセルされた。DECはOSF/1を新しい製品であるAlphaワークステーションに移植し、これがOSF/1として一般的に知られている最初のバージョン(V1.2)であった。

HPも、初期のバージョンのPA-RISCワークステーション用に設計されたOSF/1と呼ばれる製品に取りかかっていたが、ハードウェアの複雑さのためこのプロジェクトは実際には立ち上がらなかった。

1994年に、UNIX戦争がUNIX市場を断片化してしまった後に、Open Software FoundationはOSF/1の研究開発への資金提供を停止した。

## Digital UNIX
OSFがOSF/1を投げ出してしまった後、DECはその製品をDigital UNIXと改名し、Alphaプロセッサ向けの主要なオペレーティングシステム (OS) として扱った。Digital UNIXは64ビットでありMachカーネルの基礎を維持していたが、BSD、System Vや他のソースのコンポーネントも取り入れた。

## Tru64 UNIX
コンパックがDECを買収した後、純粋な64ビットOSであることを強調するために、Digital UNIXはTru64 UNIXへと改名された。

## 今後の予定
HPによるコンパックの買収に伴い、Tru64 UNIXを廃止してその最も特徴的な機能（ファイルシステムなど）をHP固有のUNIXであるHP-UXへ移植することを発表した。このファイルシステムはクラスタ環境で同時に両ノードからmount可能など先進的なものだった。しかしながら、2004年12月の時点では、HPはこのプロジェクトをキャンセルしたようであり、替わりにVeritas File Systemを利用することを選択して、Tru64 UNIXの残りの先進的な機能も放棄してしまった。この過程で、多く残っていたTru64 UNIXの開発者も冗長となりレイオフされた。